# Campeonato Ecuatoriano de Fútbol 1978
El Campeonato Ecuatoriano de Fútbol 1978, conocido oficialmente como «Campeonato Nacional de Fútbol 1978», fue la 20.ª edición del Campeonato nacional de fútbol profesional de la Serie A en Ecuador. El torneo fue organizado por la Asociación Ecuatoriana de Fútbol (hasta el 26 de mayo de 1978 se reformó los estatutos y se cambió el nombre de la institución, pasándola a llamarse Federación Ecuatoriana de Fútbol). Por cuarta vez hubo 2 descensos en 2 etapas.
El Nacional se coronó campeón por quinta vez en su historia y se coronó el primer tricampeonato del club militar.
Esta edición estuvo marcada particularmente por el descenso de Liga Deportiva Universitaria, que perdió la categoría. Tuvo la particularidad de que no contó con la Liga Deportiva Universitaria, que jugó por primera vez en la Serie B, segunda división del fútbol ecuatoriano, que fue creada en 1971, tras haber sufrido su segundo descenso histórico, después de haber permanecido en la Serie A ininterrumpidamente desde el segundo semestre de 1974. Por contra, por segunda vez en los últimos 4 años, la Liga Deportiva Universitaria no participó nuevamente en la máxima categoría.

## Sistema de juego
En 1978 se siguió jugando en 3 etapas, entre 10 equipos. Los 2 últimos descendieron a media temporada. Los 3 mejor ubicados de la primera etapa clasificaron al cuadrangular final, con las bonificaciones correspondientes. De la Serie B ascendieron 2 equipos.
La segunda etapa fue igual a la primera luego de los 18 encuentros, descendieron los 2 últimos y clasificaron al cuadrangular los 3 mejores, con sus bonificaciones.
El equipo ganador del cuadrangular fue campeón nacional; el segundo, su compañero en la próxima edición de la Copa Libertadores.

## Primera etapa

### Relevo semestral de clubes
| Pos. | de la Segunda etapa de la Serie A |
| ---- | --------------------------------- |
| 9º   | Carmen Mora                       |
| 10º  | Liga de Cuenca                    |

| Pos. | de la Segunda etapa de la Serie B |
| ---- | --------------------------------- |
| 1º   | Técnico Universitario             |
| 2º   | Deportivo Quito                   |

### Datos de los clubes
| Equipo                | Ciudad                                                | Provincia  |
| --------------------- | ----------------------------------------------------- | ---------- |
| Barcelona             | Guayaquil                                             | Guayas     |
| Deportivo Cuenca      | Cuenca                                                | Azuay      |
| Deportivo Quito       | Quito                                                 | Pichincha  |
| El Nacional           | Quito                                                 | Pichincha  |
| Emelec                | Guayaquil                                             | Guayas     |
| Liga de Portoviejo    | Portoviejo                                            | Manabí     |
| Liga de Quito         | Quito                                                 | Pichincha  |
| Manta Sport           | [[Archivo:\|20x20px\|border\|Bandera de Manta]] Manta | Manabí     |
| Técnico Universitario | Ambato                                                | Tungurahua |
| Universidad Católica  | Quito                                                 | Pichincha  |

### Equipos por ubicación geográfica
| Provincia  | N.º | Equipos                                                                |
| ---------- | --- | ---------------------------------------------------------------------- |
| Pichincha  | 4   | - Deportivo Quito - El Nacional - Liga de Quito - Universidad Católica |
| Guayas     | 2   | - Barcelona - Emelec                                                   |
| Manabí     | 2   | - Liga de Portoviejo - Manta Sport                                     |
| Azuay      | 1   | - Deportivo Cuenca                                                     |
| Tungurahua | 1   | - Técnico Universitario                                                |

| Manta Sport Liga de Portoviejo Carmen Mora Barcelona Emelec Universidad Católica Liga de Quito El Nacional Deportivo Quito Deportivo Cuenca Técnico Universitario |

### Partidos y resultados
| Fecha 1              | Fecha 1   | Fecha 1               |
| Equipo Local         | Resultado | Equipo Visitante      |
| -------------------- | --------- | --------------------- |
| Emelec               | 0 - 0     | Liga de Quito         |
| El Nacional          | 2 - 0     | Técnico Universitario |
| Deportivo Cuenca     | 2 - 2     | Liga de Portoviejo    |
| Manta Sport          | 1 - 0     | Barcelona             |
| Universidad Católica | 0 - 0     | Deportivo Quito       |

| Fecha 2               | Fecha 2   | Fecha 2          |
| Equipo Local          | Resultado | Equipo Visitante |
| --------------------- | --------- | ---------------- |
| Barcelona             | 0 - 0     | Deportivo Cuenca |
| Liga de Portoviejo    | 1 - 1     | Deportivo Quito  |
| Técnico Universitario | 5 - 1     | Emelec           |
| Universidad Católica  | 3 - 2     | Manta Sport      |
| Liga de Quito         | 1 - 1     | El Nacional      |

| Fecha 3          | Fecha 3   | Fecha 3               |
| Equipo Local     | Resultado | Equipo Visitante      |
| ---------------- | --------- | --------------------- |
| Liga de Quito    | 1 - 0     | Barcelona             |
| Emelec           | 2 - 0     | Liga de Portoviejo    |
| Deportivo Quito  | 2 - 2     | Técnico Universitario |
| Deportivo Cuenca | 1 - 0     | Universidad Católica  |
| Manta Sport      | 0 - 1     | El Nacional           |

| Fecha 4               | Fecha 4   | Fecha 4              |
| Equipo Local          | Resultado | Equipo Visitante     |
| --------------------- | --------- | -------------------- |
| Técnico Universitario | 0 - 0     | Deportivo Cuenca     |
| Liga de Quito         | 2 - 2     | Universidad Católica |
| Barcelona             | 4 - 1     | Deportivo Quito      |
| Liga de Portoviejo    | 3 - 2     | Manta Sport          |
| El Nacional           | 3 - 2     | Emelec               |

| Fecha 5              | Fecha 5   | Fecha 5               |
| Equipo Local         | Resultado | Equipo Visitante      |
| -------------------- | --------- | --------------------- |
| Universidad Católica | 2 - 1     | Liga de Portoviejo    |
| Emelec               | 1 - 1     | Barcelona             |
| Deportivo Cuenca     | 2 - 0     | Liga de Quito         |
| Manta Sport          | 2 - 1     | Técnico Universitario |
| El Nacional          | 1 - 1     | Deportivo Quito       |

| Fecha 6               | Fecha 6   | Fecha 6              |
| Equipo Local          | Resultado | Equipo Visitante     |
| --------------------- | --------- | -------------------- |
| Emelec                | 0 - 0     | Deportivo Quito      |
| Liga de Portoviejo    | 2 - 2     | Barcelona            |
| Técnico Universitario | 1 - 0     | Universidad Católica |
| Liga de Quito         | 0 - 0     | Manta Sport          |
| El Nacional           | 2 - 0     | Deportivo Cuenca     |

| Fecha 7            | Fecha 7   | Fecha 7               |
| Equipo Local       | Resultado | Equipo Visitante      |
| ------------------ | --------- | --------------------- |
| Liga de Portoviejo | 2 - 1     | Liga de Quito         |
| Deportivo Quito    | 2 - 1     | Manta Sport           |
| Barcelona          | 2 - 0     | Técnico Universitario |
| El Nacional        | 0 - 1     | Universidad Católica  |
| Deportivo Cuenca   | 2 - 1     | Emelec                |

| Fecha 8               | Fecha 8   | Fecha 8              |
| Equipo Local          | Resultado | Equipo Visitante     |
| --------------------- | --------- | -------------------- |
| Técnico Universitario | 2 - 0     | Liga de Portoviejo   |
| Manta Sport           | 3 - 1     | Deportivo Cuenca     |
| El Nacional           | 2 - 0     | Barcelona            |
| Liga de Quito         | 1 - 0     | Deportivo Quito      |
| Emelec                | 4 - 0     | Universidad Católica |

| Fecha 9          | Fecha 9   | Fecha 9               |
| Equipo Local     | Resultado | Equipo Visitante      |
| ---------------- | --------- | --------------------- |
| Manta Sport      | 0 - 0     | Emelec                |
| Liga de Quito    | 0 - 1     | Técnico Universitario |
| Barcelona        | 2 - 0     | Universidad Católica  |
| Deportivo Cuenca | 2 - 1     | Deportivo Quito       |
| El Nacional      | 2 - 0     | Liga de Portoviejo    |

| Fecha 10              | Fecha 10  | Fecha 10             |
| Equipo Local          | Resultado | Equipo Visitante     |
| --------------------- | --------- | -------------------- |
| Liga de Quito         | 1 - 1     | Emelec               |
| Deportivo Quito       | 1 - 0     | Universidad Católica |
| Técnico Universitario | 1 - 1     | El Nacional          |
| Barcelona             | 3 - 1     | Manta Sport          |
| Liga de Portoviejo    | 3 - 0     | Deportivo Cuenca     |

| Fecha 11         | Fecha 11  | Fecha 11              |
| Equipo Local     | Resultado | Equipo Visitante      |
| ---------------- | --------- | --------------------- |
| Manta Sport      | 2 - 1     | Universidad Católica  |
| Emelec           | 7 - 1     | Técnico Universitario |
| Deportivo Quito  | 1 - 1     | Liga de Portoviejo    |
| El Nacional      | 0 - 0     | Liga de Quito         |
| Deportivo Cuenca | 2 - 0     | Barcelona             |

| Fecha 12              | Fecha 12  | Fecha 12         |
| Equipo Local          | Resultado | Equipo Visitante |
| --------------------- | --------- | ---------------- |
| El Nacional           | 3 - 3     | Manta Sport      |
| Barcelona             | 2 - 1     | Liga de Quito    |
| Liga de Portoviejo    | 2 - 2     | Emelec           |
| Técnico Universitario | 0 - 0     | Deportivo Quito  |
| Universidad Católica  | 1 - 1     | Deportivo Cuenca |

| Fecha 13             | Fecha 13  | Fecha 13              |
| Equipo Local         | Resultado | Equipo Visitante      |
| -------------------- | --------- | --------------------- |
| Emelec               | 0 - 0     | El Nacional           |
| Deportivo Quito      | 2 - 1     | Barcelona             |
| Deportivo Cuenca     | 0 - 0     | Técnico Universitario |
| Manta Sport          | 1 - 3     | Liga de Portoviejo    |
| Universidad Católica | 3 - 0     | Liga de Quito         |

| Fecha 14              | Fecha 14  | Fecha 14             |
| Equipo Local          | Resultado | Equipo Visitante     |
| --------------------- | --------- | -------------------- |
| Técnico Universitario | 1 - 0     | Manta Sport          |
| Deportivo Quito       | 0 - 0     | El Nacional          |
| Barcelona             | 1 - 2     | Emelec               |
| Liga de Portoviejo    | 2 - 2     | Universidad Católica |
| Liga de Quito         | 1 - 0     | Deportivo Cuenca     |

| Fecha 15             | Fecha 15  | Fecha 15              |
| Equipo Local         | Resultado | Equipo Visitante      |
| -------------------- | --------- | --------------------- |
| Deportivo Cuenca     | 0 - 0     | El Nacional           |
| Barcelona            | 1 - 1     | Liga de Portoviejo    |
| Deportivo Quito      | 4 - 3     | Emelec                |
| Universidad Católica | 2 - 2     | Técnico Universitario |
| Manta Sport          | 1 - 2     | Liga de Quito         |

| Fecha 16              | Fecha 16  | Fecha 16           |
| Equipo Local          | Resultado | Equipo Visitante   |
| --------------------- | --------- | ------------------ |
| Técnico Universitario | 3 - 0     | Barcelona          |
| Emelec                | 2 - 0     | Deportivo Cuenca   |
| Universidad Católica  | 1 - 1     | El Nacional        |
| Manta Sport           | 2 - 0     | Deportivo Quito    |
| Liga de Quito         | 1 - 0     | Liga de Portoviejo |

| Fecha 17             | Fecha 17  | Fecha 17              |
| Equipo Local         | Resultado | Equipo Visitante      |
| -------------------- | --------- | --------------------- |
| Deportivo Cuenca     | 2 - 0     | Manta Sport           |
| Liga de Portoviejo   | 1 - 0     | Técnico Universitario |
| Liga de Quito        | 0 - 0     | Deportivo Quito       |
| Barcelona            | 1 - 0     | El Nacional           |
| Universidad Católica | 3 - 0     | Emelec                |

| Fecha 18              | Fecha 18  | Fecha 18         |
| Equipo Local          | Resultado | Equipo Visitante |
| --------------------- | --------- | ---------------- |
| Liga de Portoviejo    | 3 - 0     | El Nacional      |
| Universidad Católica  | 0 - 0     | Barcelona        |
| Técnico Universitario | 2 - 1     | Liga de Quito    |
| Deportivo Quito       | 1 - 0     | Deportivo Cuenca |
| Emelec                | 3 - 0     | Manta Sport      |

### Tabla de posiciones
|  |  |     | Equipo                | PJ | PG | PE | PP | GF | GC | DG | PTS | PB |  |
|  |  | --- | --------------------- | -- | -- | -- | -- | -- | -- | -- | --- | -- |  |
|  |  | 1.  | El Nacional           | 18 | 6  | 9  | 3  | 19 | 14 | +5 | 21  | 3  |  |
|  |  | 2.  | Técnico Universitario | 18 | 7  | 6  | 5  | 22 | 21 | +1 | 20  | 2  |  |
|  |  | 3.  | Emelec                | 18 | 6  | 7  | 5  | 31 | 23 | +7 | 19  | 1  |  |
|  |  | 4.  | Liga de Portoviejo    | 18 | 6  | 7  | 5  | 27 | 24 | +3 | 19  |    |  |
|  |  | 5.  | Deportivo Cuenca      | 18 | 5  | 9  | 4  | 17 | 19 | -2 | 19  |    |  |
|  |  | 6.  | Deportivo Quito       | 18 | 6  | 6  | 6  | 15 | 17 | -2 | 18  |    |  |
|  |  | 7.  | Barcelona             | 18 | 6  | 5  | 7  | 20 | 20 | 0  | 17  |    |  |
|  |  | 8.  | Universidad Católica  | 18 | 5  | 7  | 6  | 21 | 22 | -1 | 17  |    |  |
|  |  | 9.  | Liga de Quito         | 18 | 5  | 7  | 6  | 13 | 17 | -4 | 17  |    |  |
|  |  | 10. | Manta Sport           | 18 | 5  | 3  | 10 | 21 | 29 | -8 | 13  |    |  |

PJ = Partidos jugados; PG = Partidos ganados; PE = Partidos empatados; PP = Partidos perdidos; GF = Goles a favor; GC = Goles en contra; DG = Diferencia de gol; PTS = Puntos; PB = Puntos de bonificación
|  | Clasificaron al Cuadrangular final. |
|  | Descendieron a la Serie B.          |

## Segunda etapa

### Relevo semestral de clubes
| Pos. | de la Primera etapa de la Serie A |
| ---- | --------------------------------- |
| 9º   | Liga de Quito                     |
| 10º  | Manta Sport                       |

| Pos. | de la Primera etapa de la Serie B |
| ---- | --------------------------------- |
| 1º   | Bonita Banana                     |
| 2º   | U. D. Valdez                      |

### Datos de los clubes
| Equipo                | Ciudad     | Provincia  |
| --------------------- | ---------- | ---------- |
| Barcelona             | Guayaquil  | Guayas     |
| Bonita Banana         | Machala    | El Oro     |
| Deportivo Cuenca      | Cuenca     | Azuay      |
| Deportivo Quito       | Quito      | Pichincha  |
| El Nacional           | Quito      | Pichincha  |
| Emelec                | Guayaquil  | Guayas     |
| Liga de Portoviejo    | Portoviejo | Manabí     |
| Técnico Universitario | Ambato     | Tungurahua |
| U. D. Valdez          | Milagro    | Guayas     |
| Universidad Católica  | Quito      | Pichincha  |

### Equipos por ubicación geográfica
| Provincia  | N.º | Equipos                                                |
| ---------- | --- | ------------------------------------------------------ |
| Pichincha  | 3   | - Deportivo Quito - El Nacional - Universidad Católica |
| Guayas     | 3   | - Barcelona - Emelec - U. D. Valdez                    |
| Azuay      | 1   | - Deportivo Cuenca                                     |
| El Oro     | 1   | - Bonita Banana                                        |
| Manabí     | 1   | - Liga de Portoviejo                                   |
| Tungurahua | 1   | - Técnico Universitario                                |

|  |

### Partidos y resultados
| Fecha 1              | Fecha 1   | Fecha 1               |
| Equipo Local         | Resultado | Equipo Visitante      |
| -------------------- | --------- | --------------------- |
| U. D. Valdez         | 0 - 0     | Emelec                |
| Bonita Banana        | 2 - 1     | Deportivo Quito       |
| Liga de Portoviejo   | 1 - 1     | El Nacional           |
| Barcelona            | 3 - 1     | Técnico Universitario |
| Universidad Católica | 2 - 0     | Deportivo Cuenca      |

| Fecha 2               | Fecha 2   | Fecha 2            |
| Equipo Local          | Resultado | Equipo Visitante   |
| --------------------- | --------- | ------------------ |
| Deportivo Cuenca      | 1 - 0     | Bonita Banana      |
| Emelec                | 2 - 0     | Deportivo Quito    |
| Universidad Católica  | 2 - 3     | Liga de Portoviejo |
| Técnico Universitario | 3 - 0     | U. D. Valdez       |
| El Nacional           | 1 - 0     | Barcelona          |

| Fecha 3            | Fecha 3   | Fecha 3               |
| Equipo Local       | Resultado | Equipo Visitante      |
| ------------------ | --------- | --------------------- |
| Barcelona          | 3 - 1     | Deportivo Cuenca      |
| U. D. Valdez       | 1 - 1     | Universidad Católica  |
| Liga de Portoviejo | 1 - 2     | Técnico Universitario |
| Bonita Banana      | 2 - 1     | Emelec                |
| Deportivo Quito    | 1 - 0     | El Nacional           |

| Fecha 4               | Fecha 4   | Fecha 4              |
| Equipo Local          | Resultado | Equipo Visitante     |
| --------------------- | --------- | -------------------- |
| Deportivo Cuenca      | 2 - 0     | Liga de Portoviejo   |
| Deportivo Quito       | 2 - 2     | Barcelona            |
| El Nacional           | 9 - 0     | U. D. Valdez         |
| Emelec                | 4 - 3     | Universidad Católica |
| Técnico Universitario | 0 - 0     | Bonita Banana        |

| Fecha 5              | Fecha 5   | Fecha 5               |
| Equipo Local         | Resultado | Equipo Visitante      |
| -------------------- | --------- | --------------------- |
| Deportivo Quito      | 1 - 0     | Deportivo Cuenca      |
| Universidad Católica | 0 - 0     | Técnico Universitario |
| Bonita Banana        | 2 - 0     | El Nacional           |
| Barcelona            | 2 - 1     | Emelec                |
| Liga de Portoviejo   | 1 - 1     | U. D. Valdez          |

| Fecha 6               | Fecha 6   | Fecha 6            |
| Equipo Local          | Resultado | Equipo Visitante   |
| --------------------- | --------- | ------------------ |
| Barcelona             | 4 - 0     | Liga de Portoviejo |
| U. D. Valdez          | 0 - 0     | Bonita Banana      |
| Universidad Católica  | 1 - 0     | Deportivo Quito    |
| Deportivo Cuenca      | 0 - 2     | El Nacional        |
| Técnico Universitario | 0 - 0     | Emelec             |

| Fecha 7              | Fecha 7   | Fecha 7               |
| Equipo Local         | Resultado | Equipo Visitante      |
| -------------------- | --------- | --------------------- |
| El Nacional          | 5 - 0     | Técnico Universitario |
| Universidad Católica | 1 - 2     | Barcelona             |
| U. D. Valdez         | 1 - 1     | Deportivo Quito       |
| Emelec               | 0 - 1     | Deportivo Cuenca      |
| Bonita Banana        | 3 - 1     | Liga de Portoviejo    |

| Fecha 8               | Fecha 8   | Fecha 8          |
| Equipo Local          | Resultado | Equipo Visitante |
| --------------------- | --------- | ---------------- |
| Universidad Católica  | 1 - 1     | El Nacional      |
| Barcelona             | 1 - 0     | Bonita Banana    |
| Deportivo Cuenca      | 0 - 1     | U. D. Valdez     |
| Liga de Portoviejo    | 3 - 0     | Emelec           |
| Técnico Universitario | 1 - 0     | Deportivo Quito  |

| Fecha 9               | Fecha 9   | Fecha 9              |
| Equipo Local          | Resultado | Equipo Visitante     |
| --------------------- | --------- | -------------------- |
| Bonita Banana         | 1 - 0     | Universidad Católica |
| U. D. Valdez          | 1 - 1     | Barcelona            |
| Técnico Universitario | 1 - 1     | Deportivo Cuenca     |
| Deportivo Quito       | 2 - 1     | Liga de Portoviejo   |
| Emelec                | 3 - 1     | El Nacional          |

| Fecha 10              | Fecha 10  | Fecha 10             |
| Equipo Local          | Resultado | Equipo Visitante     |
| --------------------- | --------- | -------------------- |
| Deportivo Quito       | 3 - 1     | Bonita Banana        |
| Emelec                | 3 - 0     | U. D. Valdez         |
| Técnico Universitario | 5 - 1     | Barcelona            |
| Deportivo Cuenca      | 1 - 1     | Universidad Católica |
| El Nacional           | 6 - 1     | Liga de Portoviejo   |

| Fecha 11           | Fecha 11  | Fecha 11              |
| Equipo Local       | Resultado | Equipo Visitante      |
| ------------------ | --------- | --------------------- |
| Barcelona          | 1 - 0     | El Nacional           |
| Liga de Portoviejo | 3 - 2     | Universidad Católica  |
| Deportivo Quito    | 0 - 1     | Emelec                |
| U. D. Valdez       | 2 - 2     | Técnico Universitario |
| Bonita Banana      | 1 - 0     | Deportivo Cuenca      |

| Fecha 12              | Fecha 12  | Fecha 12           |
| Equipo Local          | Resultado | Equipo Visitante   |
| --------------------- | --------- | ------------------ |
| Emelec                | 1 - 0     | Bonita Banana      |
| Deportivo Cuenca      | 1 - 0     | Barcelona          |
| Universidad Católica  | 5 - 1     | U. D. Valdez       |
| El Nacional           | 2 - 0     | Deportivo Quito    |
| Técnico Universitario | 4 - 1     | Liga de Portoviejo |

| Fecha 13             | Fecha 13  | Fecha 13              |
| Equipo Local         | Resultado | Equipo Visitante      |
| -------------------- | --------- | --------------------- |
| Barcelona            | 0 - 0     | Deportivo Quito       |
| Liga de Portoviejo   | 4 - 1     | Deportivo Cuenca      |
| Universidad Católica | 1 - 1     | Emelec                |
| Bonita Banana        | 2 - 1     | Técnico Universitario |
| U. D. Valdez         | 1 - 3     | El Nacional           |

| Fecha 14              | Fecha 14  | Fecha 14           |
| Equipo Local          | Resultado | Equipo Visitante   |
| --------------------- | --------- | ------------------ |
| U. D. Valdez          | 1 - 2     | Liga de Portoviejo |
| Técnico Universitario | 2 - 0     | El Nacional        |
| Deportivo Cuenca      | 1 - 3     | Deportivo Quito    |
| El Nacional           | 5 - 1     | Bonita Banana      |
| Emelec                | 1 - 0     | Barcelona          |

| Fecha 15           | Fecha 15  | Fecha 15              |
| Equipo Local       | Resultado | Equipo Visitante      |
| ------------------ | --------- | --------------------- |
| Emelec             | 2 - 0     | Técnico Universitario |
| Bonita Banana      | 1 - 0     | U. D. Valdez          |
| El Nacional        | 0 - 0     | Deportivo Cuenca      |
| Deportivo Quito    | 2 - 3     | Universidad Católica  |
| Liga de Portoviejo | 1 - 2     | Barcelona             |

| Fecha 16              | Fecha 16  | Fecha 16             |
| Equipo Local          | Resultado | Equipo Visitante     |
| --------------------- | --------- | -------------------- |
| Deportivo Cuenca      | 1 - 1     | Emelec               |
| Deportivo Quito       | 1 - 0     | U. D. Valdez         |
| Barcelona             | 4 - 2     | Universidad Católica |
| Técnico Universitario | 2 - 1     | El Nacional          |
| Liga de Portoviejo    | 1 - 2     | Bonita Banana        |

| Fecha 17        | Fecha 17  | Fecha 17              |
| Equipo Local    | Resultado | Equipo Visitante      |
| --------------- | --------- | --------------------- |
| Bonita Banana   | 2 - 0     | Barcelona             |
| El Nacional     | 3 - 1     | Universidad Católica  |
| U. D. Valdez    | 0 - 1     | Deportivo Cuenca      |
| Deportivo Quito | 1 - 2     | Técnico Universitario |
| Emelec          | 1 - 0     | Liga de Portoviejo    |

| Fecha 18             | Fecha 18  | Fecha 18              |
| Equipo Local         | Resultado | Equipo Visitante      |
| -------------------- | --------- | --------------------- |
| El Nacional          | 3 - 1     | Emelec                |
| Barcelona            | 3 - 0     | U. D. Valdez          |
| Universidad Católica | 3 - 0     | Bonita Banana         |
| Liga de Portoviejo   | 1 - 1     | Deportivo Quito       |
| Deportivo Cuenca     | 0 - 0     | Técnico Universitario |

### Tabla de posiciones
|  |  |     | Equipo                | PJ | PG | PE | PP | GF | GC | DG  | PTS | PB |
|  |  | --- | --------------------- | -- | -- | -- | -- | -- | -- | --- | --- | -- |
|  |  | 1.  | El Nacional           | 18 | 10 | 3  | 5  | 43 | 16 | +27 | 23  | 3  |
|  |  | 2.  | Barcelona             | 18 | 10 | 3  | 5  | 29 | 20 | +9  | 23  | 2  |
|  |  | 3.  | Técnico Universitario | 18 | 8  | 6  | 4  | 26 | 20 | +6  | 22  | 1  |
|  |  | 4.  | Emelec                | 18 | 9  | 4  | 5  | 23 | 17 | +6  | 22  |    |
|  |  | 5.  | Deportivo Quito       | 18 | 10 | 2  | 6  | 20 | 19 | +1  | 22  |    |
|  |  | 6.  | Bonita Banana         | 18 | 6  | 4  | 8  | 19 | 21 | -2  | 16  |    |
|  |  | 7.  | Universidad Católica  | 18 | 5  | 5  | 8  | 29 | 29 | 0   | 15  |    |
|  |  | 8.  | Deportivo Cuenca      | 18 | 5  | 5  | 8  | 12 | 20 | -8  | 15  |    |
|  |  | 9.  | U. D. Valdez          | 18 | 5  | 3  | 10 | 25 | 37 | -12 | 13  |    |
|  |  | 10. | Liga de Portoviejo    | 18 | 1  | 7  | 10 | 10 | 37 | -27 | 9   |    |

PJ = Partidos jugados; PG = Partidos ganados; PE = Partidos empatados; PP = Partidos perdidos; GF = Goles a favor; GC = Goles en contra; DG = Diferencia de gol; PTS = Puntos; PB = Puntos de bonificación
|  | Clasificó al Cuadrangular final.             |
|  | Disputaron el Desempate por el tercer lugar. |
|  | Descendieron a la Serie B.                   |

### Desempate por el tercer lugar
| Fecha 1 | Técnico Universitario | 4-1 | Emelec                |
| Fecha 2 | Emelec                | 0-2 | Técnico Universitario |

## Cuadrangular final

### Partidos y resultados
| Fecha 1               | Fecha 1   | Fecha 1          |
| Equipo Local          | Resultado | Equipo Visitante |
| --------------------- | --------- | ---------------- |
| Técnico Universitario | 1 - 0     | Barcelona        |
| Emelec                | 2 - 1     | El Nacional      |

| Fecha 2      | Fecha 2   | Fecha 2               |
| Equipo Local | Resultado | Equipo Visitante      |
| ------------ | --------- | --------------------- |
| El Nacional  | 1 - 2     | Técnico Universitario |
| Barcelona    | 1 - 3     | Emelec                |

| Fecha 3               | Fecha 3   | Fecha 3          |
| Equipo Local          | Resultado | Equipo Visitante |
| --------------------- | --------- | ---------------- |
| Técnico Universitario | 2 - 1     | Emelec           |
| Barcelona             | 1 - 1     | El Nacional      |

| Fecha 4      | Fecha 4   | Fecha 4               |
| Equipo Local | Resultado | Equipo Visitante      |
| ------------ | --------- | --------------------- |
| Barcelona    | 2 - 0     | Técnico Universitario |
| El Nacional  | 2 - 1     | Emelec                |

| Fecha 5               | Fecha 5   | Fecha 5          |
| Equipo Local          | Resultado | Equipo Visitante |
| --------------------- | --------- | ---------------- |
| Emelec                | 0 - 2     | Barcelona        |
| Técnico Universitario | 0 - 2     | El Nacional      |

| Fecha 6         | Fecha 6   | Fecha 6               |
| Equipo Local    | Resultado | Equipo Visitante      |
| --------------- | --------- | --------------------- |
| El Nacional (C) | 2 - 0     | Barcelona             |
| Emelec          | 5 - 2     | Técnico Universitario |

### Tabla de posiciones
|      |  |    | Equipo                | PJ | PG | PE | PP | GF | GC | DG | PT | PC | PB |
| ---- |  | -- | --------------------- | -- | -- | -- | -- | -- | -- | -- | -- | -- | -- |
| (C)  |  | 1. | El Nacional           | 6  | 3  | 1  | 2  | 9  | 6  | +3 | 13 | 7  | 6  |
| (SC) |  | 2. | Técnico Universitario | 6  | 3  | 0  | 3  | 7  | 11 | -4 | 9  | 6  | 3  |
|      |  | 3. | Emelec                | 6  | 3  | 0  | 3  | 12 | 10 | +2 | 7  | 6  | 1  |
|      |  | 4. | Barcelona             | 6  | 2  | 1  | 3  | 6  | 7  | -1 | 7  | 3  | 2  |

PJ = Partidos jugados; PG = Partidos ganados; PE = Partidos empatados; PP = Partidos perdidos; GF = Goles a favor; GC = Goles en contra; DG = Diferencia de gol; PT = Puntos totales; PC = Puntos cuadrangular; PB = Puntos de bonificación
| (C)  | Campeón, clasificó a la Copa Libertadores 1979.    |
| (SC) | Subcampeón, clasificó a la Copa Libertadores 1979. |

### Campeón
|                                               |
|                                               |
| Campeón Club Deportivo El Nacional 5.º título |

## Goleadores
| Jugador              | Equipo             | Goles |
| -------------------- | ------------------ | ----- |
| Juan José Pérez      | Liga de Portoviejo | 25    |
| Carlos Horacio Miori | Emelec             | 23    |
| Fausto Correa        | El Nacional        | 18    |